# 그레이엄 스키퍼

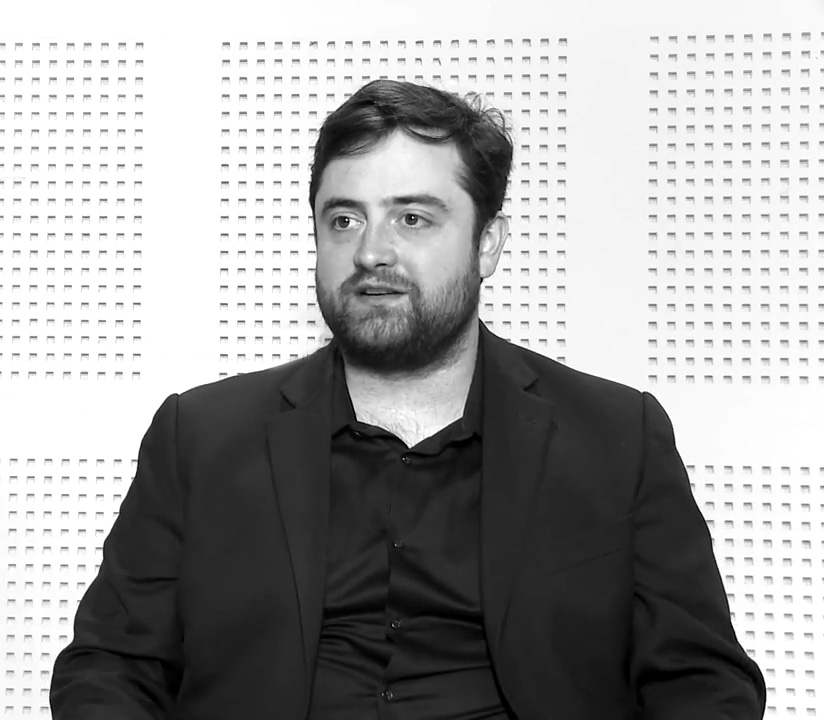
Graham Skipper

그레이엄 스키퍼(Graham Skipper, 1983년 3월 14일 ~ )는 미국의 배우, 영화 감독, 영화 제작자, 각본가이다.
포트워스에서 태어났다.

## 작품 목록

### 영화 출연
- Almost Human (2013) - 세스 햄프턴 역
- 더 마인즈 아이 (2015) - 잭 역 (제작 겸임)
- 비욘드 더 게이츠 (2016)
- Feeding Time (2016)
- 프렌즈 위드 러브 (2016, Friends Effing Friends Effing Friends) - 스티브 역
- 다운레인지 (2017)
- Dementia Part II (2018)
- All the Creatures Were Stirring (2018)
- Bad Apples (2018)
- 블리스 (2019) - 제작 겸임

### 영화 연출
- Sequence Break (2017) - 각본, 제작 겸임